# Новая Коса (Кировская область)
Новая Коса -  деревня в Малмыжском районе Кировской области. Входит в состав  Калининского сельского поселения. Недалеко находится река Буртечка.
Расстояние до районного центра Малмыж — 10 км, расстояние до г. Кирова — 248 км.

## Население
| 2010 |
| ---- |
| 1    |